# Wonderland (альбом McFly)
Wonderland — второй альбом английской рок-группы McFly. Выпущенный в Великобритании 29 августа 2005 года. Альбом признан платиновым за продажи более 300 000 копий.
Горки Nemesis в популярном парке аттракционов Alton Towers в течение месяца были переименованы, для празднования выхода альбома McFly.

## Список композиций
1. «I’ll Be OK» — 3:24  (Том Флетчер, Денни Джонс, Дуги Пойнтер)
2. «I’ve Got You» — 3:18  (Том Флетчер, Денни Джонс, Грэм Голдмен)
3. «Ultraviolet» — 3:56  (Том Флетчер, Денни Джонс)
4. «The Ballad of Paul K» — 3:17  (Том Флетчер, Денни Джонс, Дуги Пойнтер)
5. «I Wanna Hold You» — 2:59  (Том Флетчер, Денни Джонс, Дуги Пойнтер)
6. «Too Close for Comfort» — 4:37  (Том Флетчер, Денни Джонс, Дуги Пойнтер)
7. «All About You» — 3:06  (Том Флетчер)
8. «She Falls Asleep [Часть 1]» — 1:43  (Том Флетчер)
9. «She Falls Asleep [Часть 2]» — 4:11  (Том Флетчер)
10. «Don’t Know Why» — 4:20  (Денни Джонс, Викки Джонс)
11. «Nothing» — 3:50  (Том Флетчер, Денни Джонс, Дуги Пойнтер)
12. «Memory Lane» — 4:40  (Том Флетчер, Джеймс Борн)

## Позиции в чартах
| Чарт (2005)                              | Наивысшая позиция |
| ---------------------------------------- | ----------------- |
| UK Albums Chart                          | 1                 |
| Irish Album Chart                        | 11                |
| U.S. «Billboard» European Top 100 Albums | 9                 |